# Condado de San Miguel de Carma
El condado de San Miguel de Carma es un título nobiliario español creado el 23 de diciembre de 1738 por el rey Felipe V y concedido, con el vizcondado previo de Machaca, a favor de Matías de Astoraica y Cereceda, alguacil mayor de la Real Audiencia de Charcas y oficial real de las Cajas de Potosí, en el Alto Perú (hoy Bolivia).
Se inició expediente de rehabilitación del título, pero éste fue archivado en 2008. En consecuencia, y en virtud de lo previsto por el Decreto 222/1988, debe considerarse como caducado en la actualidad.

## Condes de San Miguel de Carma
|                               | Titular                                          | Periodo                       |
| Creación en 1738 por Felipe V | Creación en 1738 por Felipe V                    | Creación en 1738 por Felipe V |
| ----------------------------- | ------------------------------------------------ | ----------------------------- |
| I                             | Matías de Astoraica y Cereceda                   | 1738-1743                     |
| II                            | Domingo-José de Astoraica y Herboso              | 1743-1760                     |
| III                           | Francisca-Dominga de Astoraica y Herboso         | 1760-1778                     |
| IV                            | Domingo de Herboso y Astoraica                   | 1778-1834                     |
| V                             | José Gabriel de Herboso y Larreátegui            | 1834-1836                     |
| VI                            | Guillermo José de Herboso y Astoraica Recabarren | 1836-1892                     |

## Obtención del título
El condado de San Miguel de Carma se trata de unos los quince títulos nobiliarios del siglo XVIII obtenidos por vía venal, es decir, mediante una compra o desembolso monetario. Concretamente, Matías de Astoraica y Cereceda lo compró al marqués de Crevecour, quien había recibido el título en 1737 a fin de que financiase, con su venta, los gastos de su boda en Francia con Carlota Luisa de Rohan. Como era costumbre en estas operaciones, el despacho del título, dado por Felipe V el 23 de diciembre de 1738, hacía constar los servicios militares y el desempeño de ciertos cargos de gobierno, aunque ocultaba por completo el hecho de la compra privada del título, así como la misma adquisición venal de aquellos oficios que «tan celosamente» había servido el beneficiario.

## Historia de los condes de San Miguel de Carma
- Matías de Astoraica y Cereceda (1692-1743), I conde de San Miguel de Carma, comerciante, corregidor de las provincias de Luya, Chillaos y Chayanta, contador oficial real de las cajas de Potosí, alguacil mayor de la Audiencia de Charcas etc.[6][7]

Casó el 11 de junio de 1727 con Catalina Micaela de Herboso y Figueroa (1709-1741), hija de Francisco de Herboso y Lusa, caballero de la Orden de Santiago, presidente de la Audiencia de Charcas y consejero de Hacienda del rey, e Isabel de Figueroa. Del matrimonio nacieron cinco hijos:
- Domingo-José de Astoraica y Herboso, que sigue;
- Matías, fallecido entre 1741 y 1743;
- Agustín, fallecido también entre 1741 y 1743;
- Manuela;
- Francisca-Dominga, que seguirá como tercera condesa;

Y, extramatrimonialmente, tuvo un hijo: Miguel.
Le sucedió su hijo primogénito:
- Domingo-José de Astoraica y Herboso (1728-1760), II conde de San Miguel de Carma y alguacil mayor de Corte en la Audiencia de Charcas.[10]

Casó el 21 de julio de 1750 con Melchora de Irribarren y Ondarza, hija del maestre de campo Pedro de Iribarren y de su esposa Josefa de Ondarza y Galarza, azogueros en la Rivera de Potosí. De este matrimonio nació en 1751 un hijo, Mariano José, que falleció siendo niño. A falta de herederos, le sucedió su hermana:
- Francisca-Dominga de Astoraica y Herboso (1741-1778), III condesa de San Miguel de Carma.[11]

Casó en 1762, por poderes, con su tío Gabriel-Francisco de Herboso y Figueroa (1721-1795), teniente coronel de los Reales Ejércitos y gobernador de Cochabamba. De este matrimonio nació un solo hijo, quien le sucedió:
- Domingo de Herboso y Astoraica (1765-1834), IV conde de San Miguel de Carma, caballero de la Orden de Carlos III, Gran Cruz de Isabel la Católica, oficial de las Reales Cajas de Potosí, regidor perpetuo del cabildo de La Plata (hoy, Sucre), alcalde del mismo cabildo en varios años y de Potosí en 1817.[12]

Casó en 1787 con Manuela de Larreátegui, obligado después de dejarla embarazada. Con ella tuvo diez hijos.
Casó el 27 de marzo de 1827 en segundas nupcias, después de enviudar, con Cleofé de Tezanos Pinto. No hubo descendencia de este matrimonio.
Le sucedió su hijo primogénito:
- José Gabriel de Herboso y Larreátegui (1790-1836), V conde de San Miguel de Carma, gobernador intendente de Guamanga (1823) y Tarama (1824), coronel de los Reales Ejércitos, Gran Cruz de Isabel la Católica. En 1824 recibió el escudo de «Valor y Lealtad Constante» otorgado por el general José Manuel de Goyeneche en mérito de sus servicios.[15]

Casó en 1821 con Paula de Recabarren y Cortés, nieta  de la marquesa de Cañada Hermosa e hija del funcionario Francisco de Paula de Recabarren y Aguirre y su esposa Cortés de Madariaga y Azúa. De estre matrimonio nacieron dos hijos:
- Guillermo-José, que sigue;
- Francisco de Herboso y Astoraica Recabarren, fallecido joven;

Además, tuvo al menos dos hijos extramatrimoniales: Gregoria (n. 1812 de Juana Párraga), y María Luisa (n. 1813, de Juliana Montes).
Le sucedió su hijo:
- Guillermo José de Herboso y Astoraica Recabarren (1822-1892), VI conde de San Miguel de Carma, doctor en Leyes y secretario de Legación de Bolivia en España.[17]

Casó el 15 de agosto de 1849 con Manuela Marta Felisa de España, hija de Fernando de España y Mercedes de Ochoteco y Lezica. Con ella tuvo seis hijos:
- Fernando de Herboso, alcalde de Quillota e ingeniero de las universidades de Filadelfia y Santiago de Chile, que debió suceder.
- Francisco José;
- Fernando;
- María Constanza;
- Mercedes, que casó con Víctor de Echaurren y Valero;
- Manuela de Herboso y España, casada con el diputado nacional Ramón Vicuña Subercaseaux.